# Henry Léauté
Pour les articles homonymes, voir Léauté.
Henry Charles Victor Jacob Léauté (né en 1847 sur le territoire du Belize, alors dénommé Honduras britannique, et mort en 1916 à Paris) est un ingénieur et mathématicien français. Ses travaux concernent les automatismes.

## Biographie sommaire
Admis en 1866 à l’École polytechnique, Léauté servit sous les drapeaux et lors de la guerre franco-allemande, combattit notamment à Champigny. La Commune le condamna à mort pour avoir refusé de servir sous les couleurs de Paris, mais il parvint à s'enfuir à Toulouse. La paix revenue, il se consacra à l'asservissement des machines et aux automatismes, et vit ses travaux récompensés en 1880 par le prix Poncelet de l’Académie des Sciences. Élu académicien en 1890, il fut professeur de mécanique de l’École polytechnique entre 1895 et 1904.
Il est le père d’André Léauté (1882–1966), professeur de physique à l’École polytechnique.

## Écrits
- Des Courbes dont les arcs sont égaux
- Éléments de construction de machines
- Rapport sur les écluses du canal de Panama.
- Le réglage des groupes électrogènes

## Source
- Biographie d'André Léauté,  Annales des Mines